# 2014 NC66
2014 NC66 est un objet transneptunien de magnitude absolue 6,8 du groupe des twotinos.